# Francuska inwazja na Maltę
Francuska inwazja na Maltę (malt. Invażjoni Franċiża ta' Malta) – zakończona sukcesem inwazja wojsk I Republiki pod dowództwem Napoleona Bonaparte w czerwcu 1798 na wyspy Malta i Gozo, rządzone wtedy przez Zakon Maltański. Inwazja była częścią śródziemnomorskiej kampanii francuskich wojen okresu rewolucji.
Pierwsze próby wkroczenia francuskich wojsk spotkały się z pewnym oporem zarówno Zakonu, jak i milicji maltańskiej, ale w ciągu niecałego dnia Francuzi przejęli kontrolę nad całym archipelagiem maltańskim, z wyjątkiem dobrze ufortyfikowanego obszaru portowego, w którym znajdowała się stolica Valletta. Zakon miał środki, aby wytrzymać oblężenie, ale szereg okoliczności, w tym niezadowolenie wśród jego francuskich członków, jak również rdzennej ludności maltańskiej, doprowadziło do rozejmu, który zakończył się kapitulacją.
Inwazja zakończyła zatem 268–letnią władzę Zakonu na Malcie i zaowocowała okupacją Malty przez Francuzów. Kilka miesięcy po inwazji niezadowolenie z powodu przeprowadzanych reform doprowadziło do powstania, które przekształciło się w blokadę francuskiego garnizonu przez maltańskich powstańców, wspomaganych przez Brytyjczyków, Neapolitańczyków i Portugalczyków. Blokada trwała dwa lata i zakończyła się poddaniem się Francuzów Brytyjczykom w 1800, co sprawiło, że Malta stała się brytyjskim protektoratem i zainicjowało 164 lata rządów brytyjskich.

## Tło polityczne

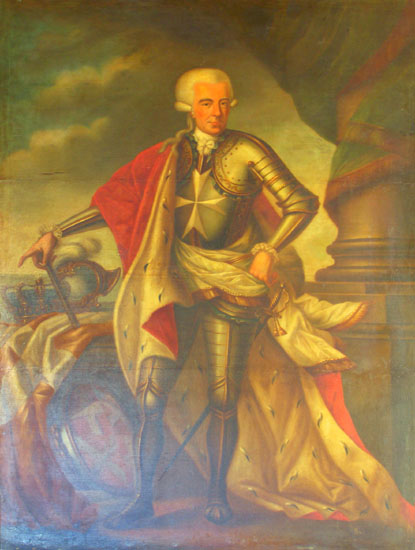
Ferdinand von Hompesch zu Bolheim, ostatni wielki mistrz rządzący Maltą

W XVIII wieku położenie zakonu św. Jana zaczęło się pogarszać, ponieważ jego funkcja narzędzia walki z muzułmanami stała się przestarzała. Zakon opierał się głównie na Francji, która była ważnym źródłem dochodów, a większość jego członków była Francuzami. W następstwie rewolucji francuskiej Zakon dotknęły poważne niepowodzenia, a przed 1792 wystąpiły już poważne trudności finansowe. Tymczasem Francja i inne główne potęgi europejskie zaczęły interesować się Maltą ze względu na jej strategiczne położenie w środkowym regionie Morza Śródziemnego oraz jej system fortyfikacji, który był jednym z najsilniejszych w Europie.
W marcu 1798 do Zakonu dotarły informacje, że Francuzi gromadzą siły w Tulonie. Jednakże przypuszczano, że są to przygotowania do ataku na Portugalię i Irlandię, i wielki mistrz Ferdinand von Hompesch zu Bolheim nie wierzył w bliski atak na Maltę. Hompesch mógł zostać poinformowany 4 czerwca o mającym nastąpić ataku, chociaż autentyczność przedmiotowego dokumentu została zakwestionowana.

## Inwazja

### 6–9 czerwca: Przybycie francuskiej floty i ultimatum
Francuska flota została zauważona koło Gozo 6 czerwca 1798, i Hompesch zwołał radę wojenną i wezwał pod broń milicję. Maltańscy żołnierze i milicja, pod dowództwem członków Zakonu, byli odpowiedzialni za obronę ufortyfikowanych miast na obszarze Grand Harbour, a to Valletty, Floriany, Birgu, Senglei i Cospicui. Inne miasta oraz wybrzeże miały być bronione przez członków lokalnych oddziałów dejmy i pewnej liczby rycerzy Zakonu, w tym członków floty Zakonu.
Tymczasem Francuzi przygotowali się do podbicia wysp maltańskich. 9 czerwca Napoleon wysłał swojego adiutanta Jean Andoche Junota, aby poprosił wielkiego mistrza o pozwolenie wpłynięcia floty francuskiej na wody portu na Malcie. Hompesch zwołał posiedzenie rady, aby przedyskutować tę prośbę, i postanowiono zezwolić na wejście do portu jednocześnie tylko czterech okrętów. Było to zgodne ze starym prawem, które w okresie działań wojennych zabraniało wstępu do maltańskich portów więcej niż czterech statków krajów chrześcijańskich jednocześnie.
10 czerwca Napoleon podyktował ultimatum, napisane i podpisane przez Jean-André Carusona, które zostało dostarczone Hompeschowi. W piśmie wspominał o rozczarowaniu z powodu odmowy Zakonu, aby więcej francuskich statków wpłynęło do portów, i informował o znacznych siłach francuskich i marności jakiegokolwiek oporu. Napoleon zwrócił się również do Hompescha o zawarcie porozumienia w celu uniknięcia działań wojennych. Stwierdził, że Francuzi traktują Zakon jako wroga, ale obiecał respektować religię, zwyczaje i własność ludności maltańskiej.

### 10 czerwca: Wkroczenie wojsk francuskich i początkowy opór
Rankiem 10 czerwca Francuzi rozpoczęli akcję desantowania swoich wojsk w czterech różnych miejscach na wyspach: Saint Paul’s Bay, St. Julian’s i Marsaxlokk na głównej wyspie Malcie, oraz w okolicach Ramla Bay na Gozo.

#### Zdobycie Saint Paul’s Bay
Desant w Saint Paul’s Bay na północy Malty wykonany został przez żołnierzy pod dowództwem Louisa Baragueya d’Hilliers. Mimo początkowego oporu, Maltańczycy szybko zostali zmuszeni do kapitulacji. Francuzom udało się zająć bez strat własnych wszystkie punkty oporu broniące Saint Paul’s Bay oraz pobliskiej Mellieħy. Obrońcy stracili jednego rycerza i jednego maltańskiego żołnierza, zaś około 150 rycerzy i Maltańczyków dostało się do niewoli.

#### Atak na Marsaxlokk

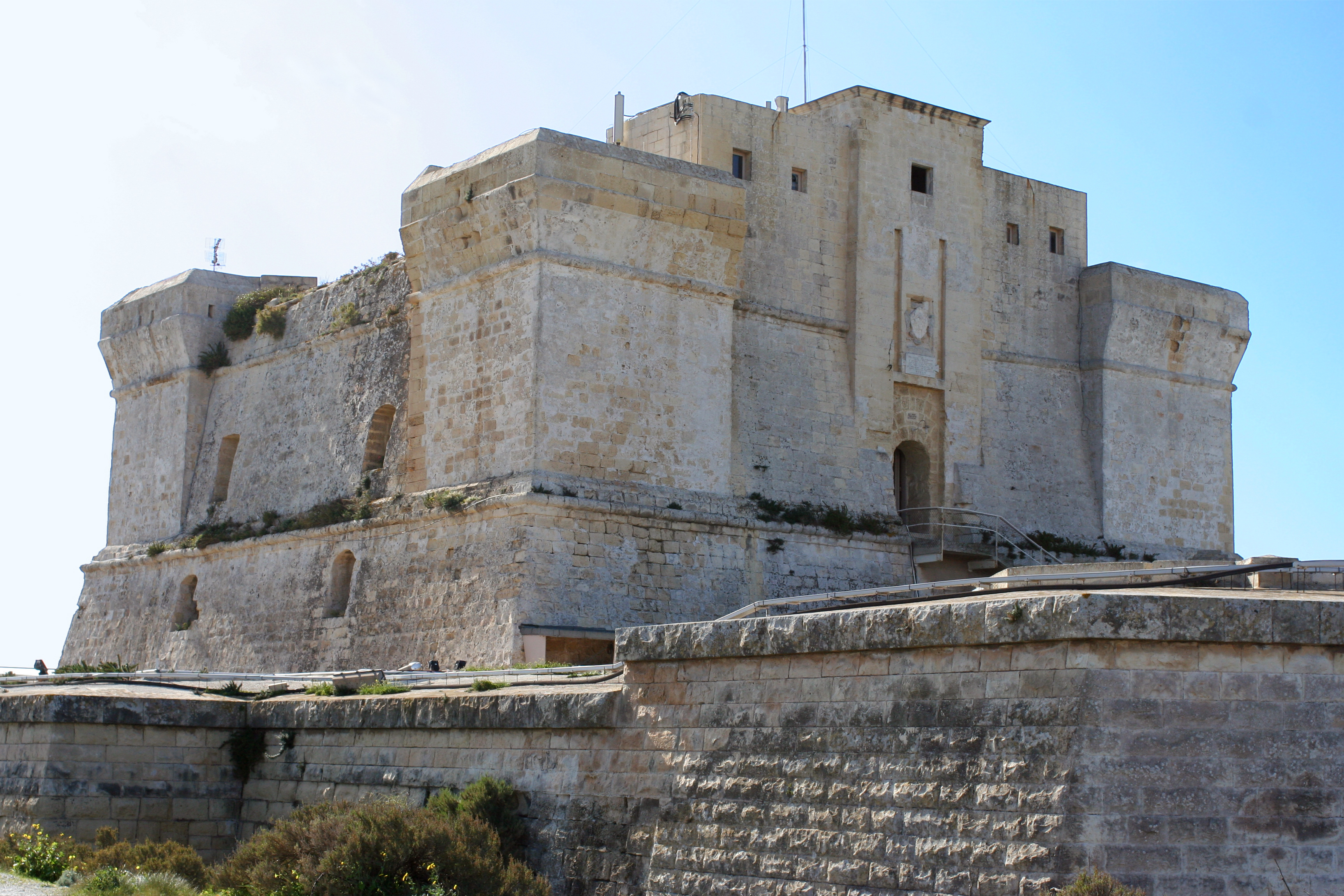
Fort Rohan, zajęty przez Francuzów po niedługiej obronie

Siły dowodzone przez Louisa Desaix zaatakowały Marsaxlokk, dużą zatokę na południu Malty. Desant na brzeg odniósł sukces i Francuzi zdobyli fort Rohan. Po utracie fortu obrońcy porzucili pozostałe fortyfikacje na wybrzeżu zatoki, i Francuzom udało się bez problemu przerzucić większość swoich wojsk na brzeg.

#### Wkroczenie do St. Julian’s i zdobycie Mdiny
Siły pod dowództwem Claude-Henriego Belgranda de Vaubois pojawiły się w St. Julian’s i okolicy. Z Grand Harbour, z zamiarem przeszkodzenia desantowi, wyruszyła galera, dwie galeoty oraz szalupa floty Zakonu, lecz ich wysiłek był daremny.
Na brzegu pojawiły się trzy bataliony 4. pułku lekkiej piechoty i dwa bataliony 19. pułku liniowego, napotykając niewielki opór kilku kompanii maltańskiego pułku, który wycofał się do Valletty. Siły francuskie otoczyły miasto, dołączyły do nich oddziały Desaixa po przejęciu kontroli nad Marsaxlokk. Szpitalnicy bronili się, następnie próbowali kontrataku i wysłali oddziały przeciwko Francuzom, którzy zaczęli się wycofywać. Rycerze i Maltańczycy posuwali się naprzód, ale zostali zaatakowani przez batalion 19. pułku liniowego. Francuzi rozpoczęli wówczas kontrofensywę, a obrońcy wycofali się z powrotem do ufortyfikowanego miasta.
Po otoczeniu Valletty Vaubois poprowadził niektóre oddziały do starej stolicy Mdiny, dokąd wycofały się pozostałe oddziały milicji. Na posiedzeniu rady miejskiej w pałacu biskupim zdecydowano, że opór jest daremny i zgodzono się na kapitulację miasta, jeśli religia, wolność i prawa własności ludności będą respektowane. Około godziny 12 uzgodniono warunki i miasto poddało się generałowi Vaubois.

#### Atak na Gozo i zdobycie wyspy

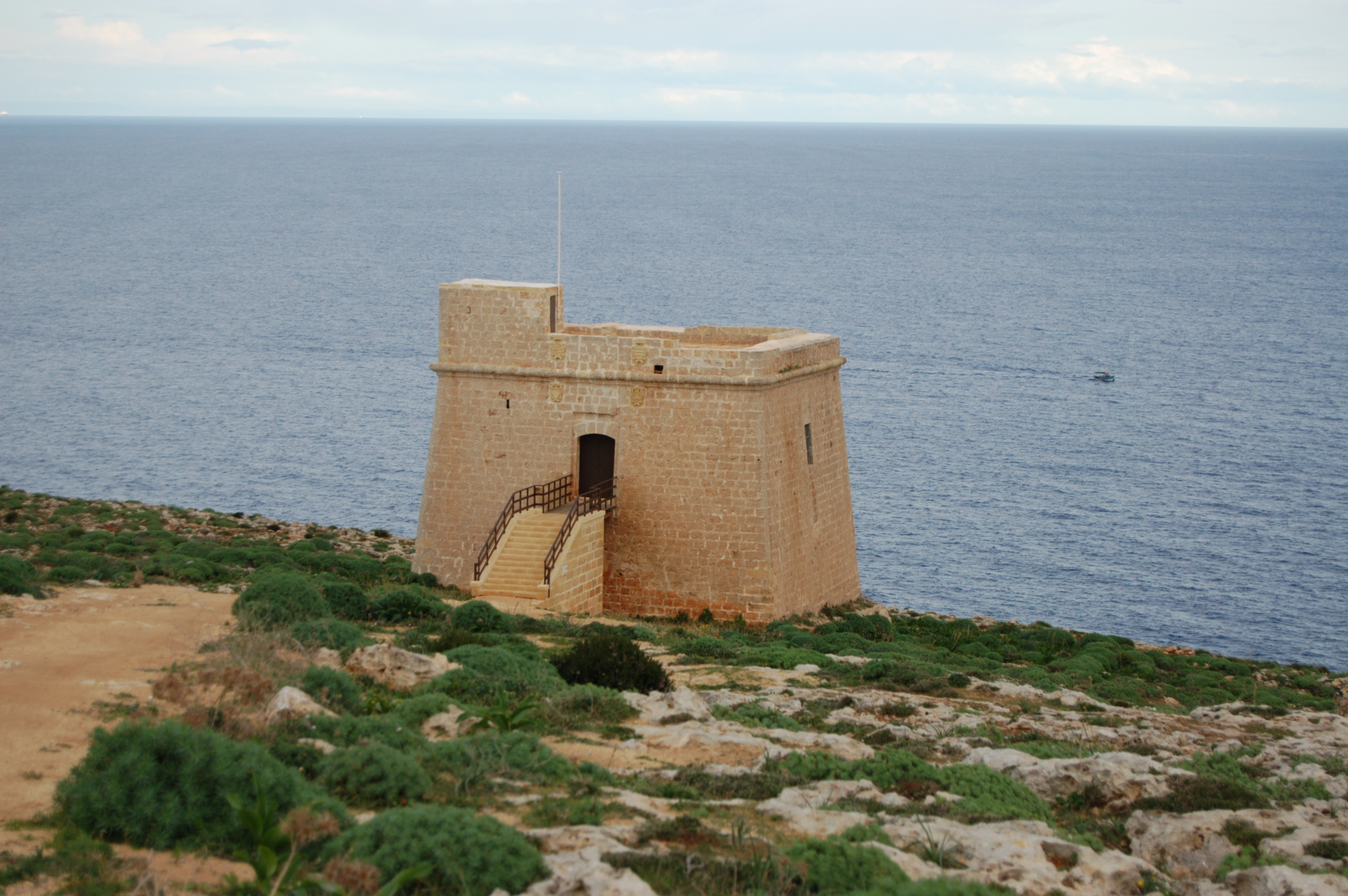
Wieża Isopu, ulokowana blisko miejsca desantu, której załoga stawiała opór inwazji

Siły francuskie, które zaatakowały wyspę Gozo składały się z 3. kompanii grenadierów oraz 95. półbrygady; ich dowódcą był Jean Reynier. Towarzyszył mu Jean Fugière. Obrońcy Gozo w liczbie 2 300 ludzi, składali się z 300-osobowej kompanii regularnej armii (w tym 30 jeźdźców), regimentu 1 200 członków obrony wybrzeża oraz 800 członków ochotniczej milicji.
Operacja desantowa na terenie znanym jako Redum Kebir (malt. Rdum il-Kbir) w pobliżu Nadur, pomiędzy prawą baterią Ramla a wieżą Isopu, rozpoczęła się około godziny 13. Obrońcy otworzyli ogień do Francuzów, będąc wspomaganymi przez artylerię z baterii w Ramli i wieży Isopu. Francuzi skoncentrowali swój ogień na baterii, i mimo ciężkiego ognia zdołali wejść na brzeg. Baterie w Ramli zostały zdobyte i Francuzi zdołali wysadzić na brzeg resztę swoich żołnierzy. Wśród ofiar najeźdźców znalazł się starszy sierżant Bertrand, który zginął od ognia obrońców podczas desantu.
Reynier z częścią 95. półbrygady pomaszerował następnie do fortu Chambray, w którym mieściło się dowództwo głównego portu Gozo – Mġarr, próbując odciąć komunikację z Maltą. Fort, wypełniony uchodźcami z okolicznych wiosek, skapitulował około godziny 14. Tymczasem reszta 95. półbrygady przemaszerowała przez miasto Xagħra w stronę Cittadelli w stolicy wyspy Rabacie, zajmując po drodze wieżę Marsalforn. Cittadella poddała się przed nocą. Francuzi zdobyli około 116 sztuk artylerii, z których 44 znajdowały się w Cittadelli, 22 w Chambray, a pozostałe w różnych przybrzeżnych fortyfikacjach. Zdobyto także muszkiety i trzy magazyny pszenicy.

### 10–12 czerwca: Sytuacja na terenie portu

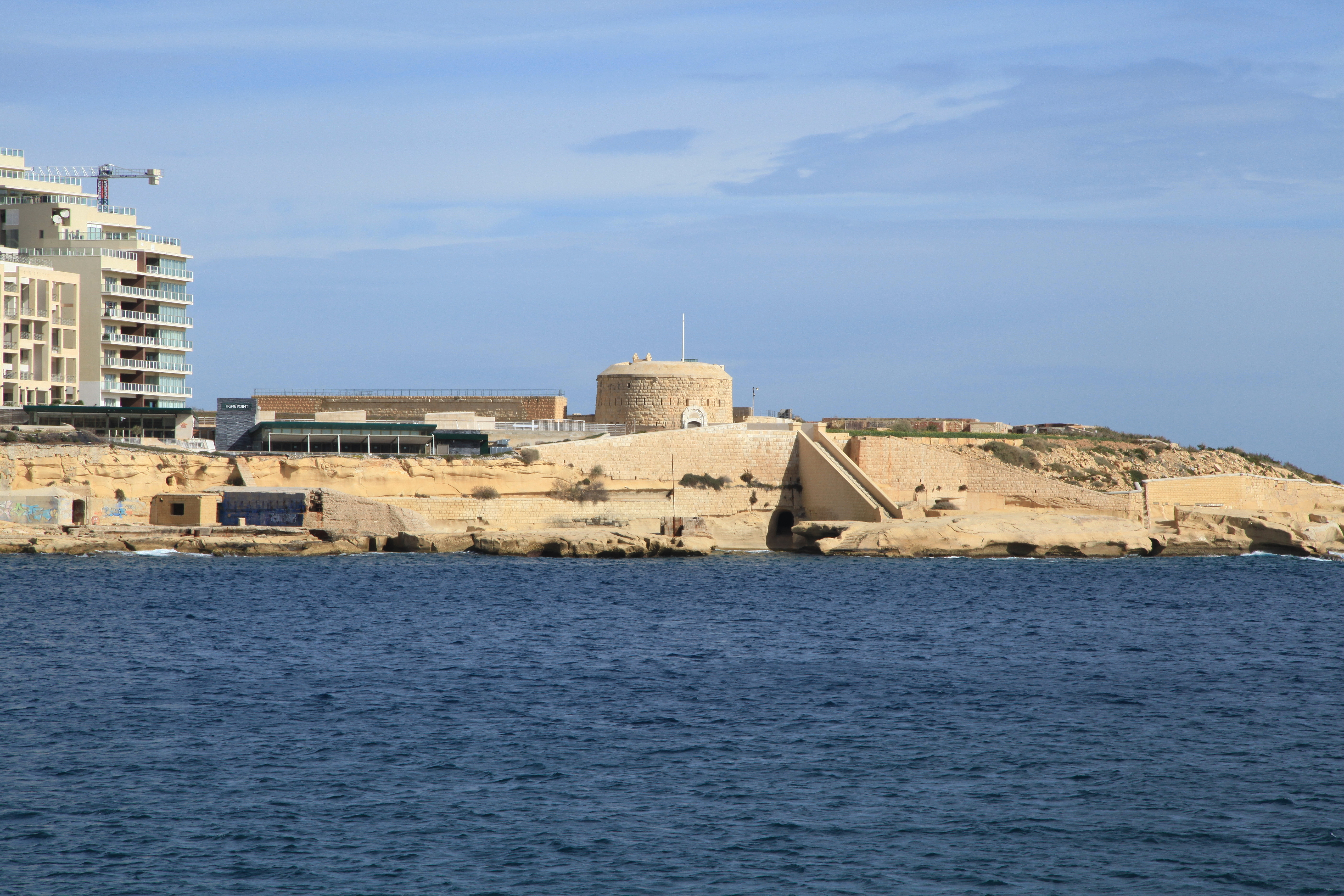
Fort Tigné, który próbował oprzeć się francuskiej inwazji i był mocno w jej trakcie bombardowany

Po przeprowadzeniu udanych akcji wojskowych Francuzów, w Valletcie i Cottonerze nastąpiło powszechne zamieszanie i niezadowolenie. Wielki mistrz i Rada, oraz wielu innych rycerzy, zgromadzili się w pałacu. Duchowieństwo organizowało procesje z figurą św. Pawła, modląc się o miłosierdzie. Dwaj Francuzi, którzy byli w mieście, zostali zamordowani pod zarzutem, że byli zamieszani w inwazję. Obawiano się buntu w więzieniu. Obawy przed powstaniem Maltańczyków przeciwko Zakonowi wzrosły, gdy dwóch młodych rycerzy zostało zamordowanych w Cottonerze.
W mieście powstały frakcje wspierające Francuzów, i inne sprzeciwiające się najeźdźcom. Niektórzy francuscy członkowie Zakonu mieli republikańskie skłonności i popierali Napoleona. Jean de Bosredon de Ransijat, dowódca i Rycerz Wielkiego Krzyża Zakonu, który był również sekretarzem skarbu, został uwięziony w forcie Saint Angelo po tym, jak skierował list do Hompescha, stwierdzając, że nie będzie walczył z Francuzami i prosząc o możliwość zachowania neutralności w konflikcie. Niektórzy naciskali na Hompescha, aby negocjował z Napoleonem i uzyskał warunki pokoju, a przedstawiciele maltańskiej społeczności zwrócili się do wielkiego mistrza o zawarcie rozejmu.
W międzyczasie na fortyfikacjach portowych kontynuowano obronę przed inwazją. Fort Ricasoli oraz fort Manoel wytrzymały kilka ataków, i poddały się dopiero po podpisaniu kapitulacji przez Zakon. Francuzi zablokowali fort Tigné i ostrzeliwali go wielokrotnie 11 i 12 czerwca, a jego obrońcy byli nieświadomi negocjacji, które w tym czasie trwały. W nocy z 12/13 czerwca załoga opuściła fort, a Francuzi wkrótce przejęli nad nim kontrolę.

### 11–12 czerwca: Negocjacje i kapitulacja

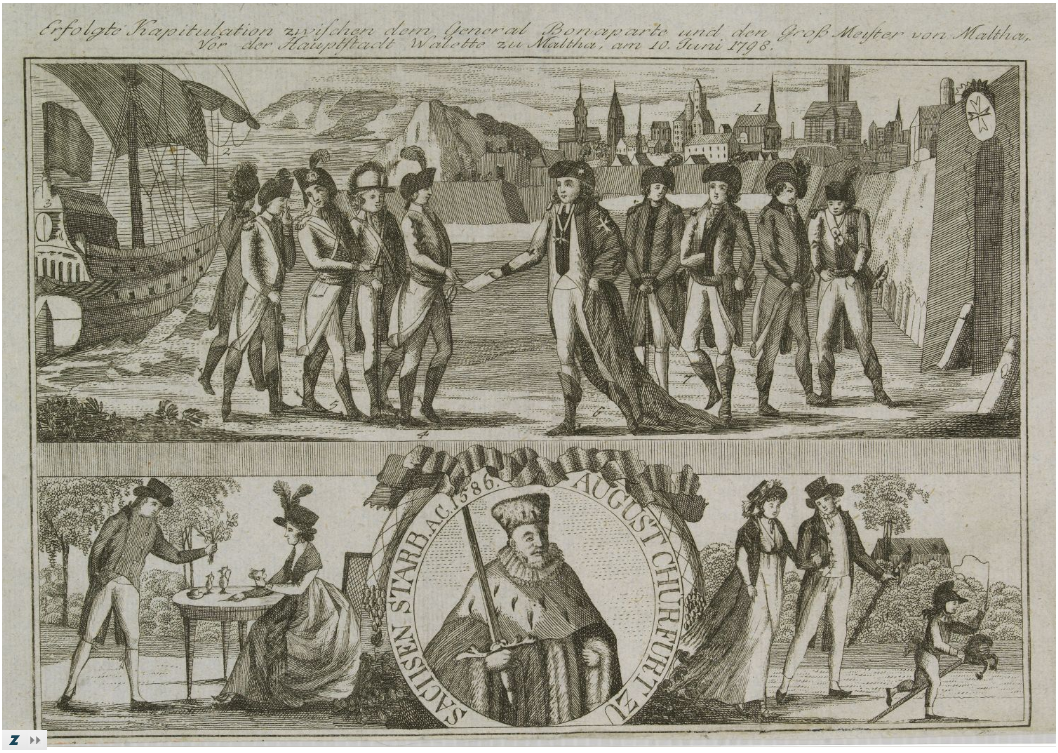
Sztych z epoki przedstawiający kapitulację Malty przed Napoleonem

Ostatecznie Rada postanowiła poprosić o zawieszenie broni. Początkowo, aby złożyć list do Francuzów z prośbą o zawieszenie broni, wybrany został de Fremaux, konsul Republiki Batawskiej. Zamiast niego, w związku z jego podeszłym wiekiem, wysłany został Mélan, członek jego personelu. Przybył on na francuski okręt flagowy „L’Orient” o dziewiątej 11 czerwca. Mélan wrócił z ustnym przesłaniem, że Napoleon wyśle posła; około godziny 12 generał Junot przybył z małą delegacją. Dołączyło do niego wielu rycerzy Zakonu, którzy sympatyzowali z Francuzami, w tym Ransijat, który został uwolniony po krótkim uwięzieniu.
Hompesch i członkowie Rady Stanu przyjęli wysłanników i zgodzili się na 24-godzinne zawieszenie broni, podczas którego negocjacje będą kontynuowane na pokładzie „L’Orient”. 12 czerwca Napoleon i przedstawiciele Zakonu oraz Maltańczyków podpisali umowę, w której Zakon poddał Vallettę i fortyfikacje wysp maltańskich, oraz przekazał Francuzom władzę nad wyspami. Francuzi obiecali przekazać jakieś księstwo dla wielkiego mistrza jako rekompensatę za utratę Malty. Obiecali szanować własność prywatną poszczególnych rycerzy i Maltańczyków. Przyznano również wielkiemu mistrzowi i rycerzom francuskim stałe świadczenie pieniężne (forma dzisiejszej emerytury), oraz obiecano zabezpieczyć podobne świadczenia dla rycerzy z republik Cisalpińskiej, Rzymskiej, Liguryjskiej oraz Helweckiej.
Umowa stanowiła, że fort Manoel, fort Tigné, fort Saint Angelo, fortyfikacje Birgu i Senglei, Santa Margherita Lines i Cottonera Lines miały zostać przekazane Francuzom do południa 12 czerwca. Fortyfikacje Valletty, Floriana Lines, fort Saint Elmo, fort Ricasoli i pozostałe fortyfikacje miały zostać poddane do godziny 12 następnego dnia. Marynarka Zakonu miała zostać przekazana francuskiemu oficerowi do 12 czerwca. Do 12–13 czerwca Francuzi przejęli kontrolę nad całą wyspą i jej fortyfikacjami. Zdobyli także około 1 200 sztuk artylerii, 40 000 muszkietów, 680 ton prochu, dwa okręty liniowe, fregatę i cztery galery Zakonu.

## Następstwa

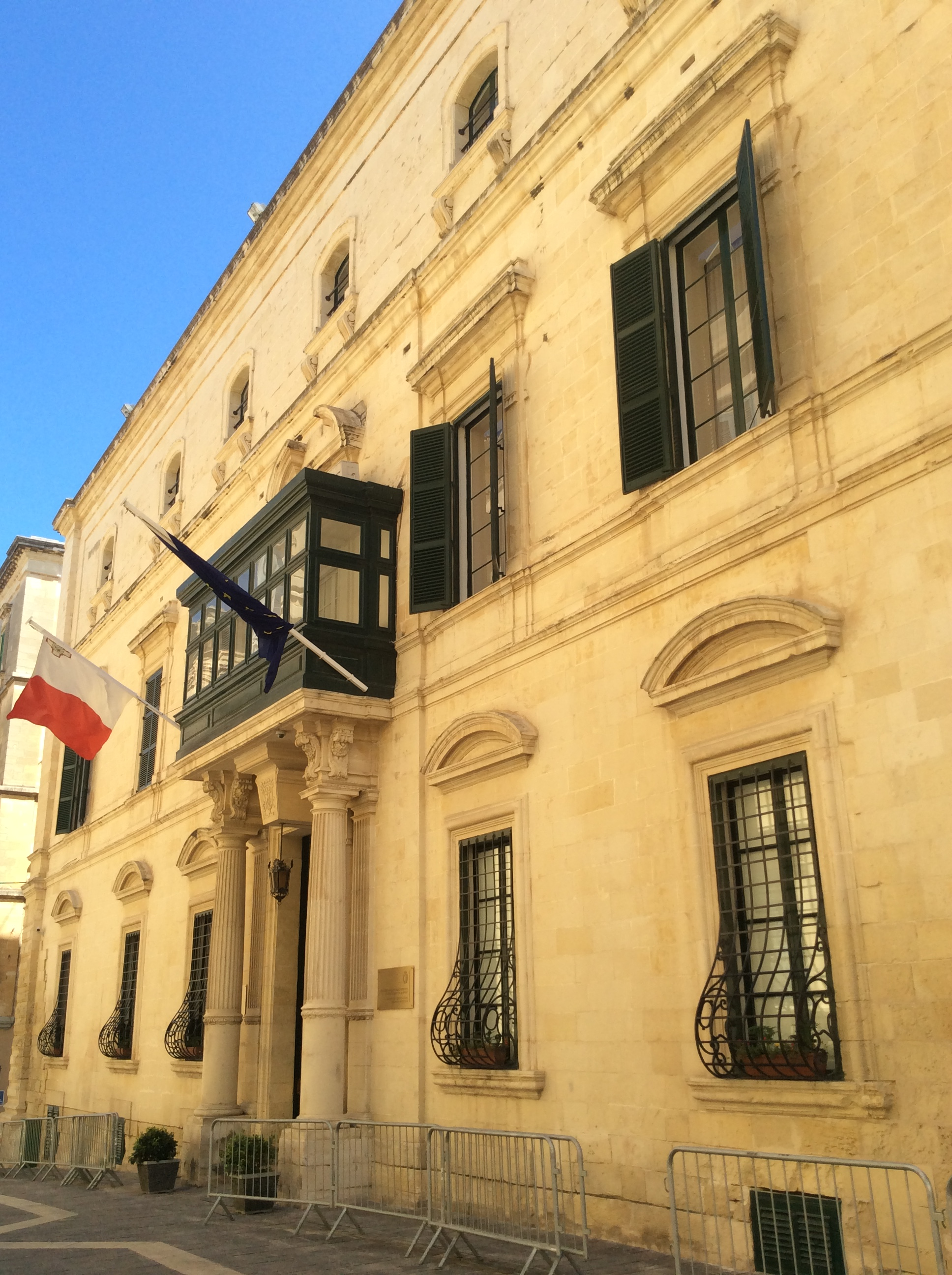
Palazzo Parisio w Valletcie, gdzia Napoleon zatrzymał się na kilka dni po inwazji

Po zdobyciu Malty Napoleon 13 czerwca pojawił się w Valletcie. Pozostał na wyspie przez sześć dni, spędzając pierwszą noc w Banca Giuratale, później przebywając w Palazzo Parisio, zanim większość floty francuskiej wyruszyła na kampanię w Egipcie. Generał Vaubois pozostał z garnizonem na wyspie w celu utrzymania kontroli, ustanawiając tym samym francuską okupację Malty. Podczas tego krótkiego pobytu Napoleon podyktował instrukcje, które radykalnie zreformowały maltański rząd i społeczeństwo, dostosowując je do francuskich ideałów republikańskich.
Kilka dni po kapitulacji wielki mistrz i wielu rycerzy opuściło wyspę, zabierając ze sobą pewną ilość ruchomości, w tym niektóre relikwie i obrazy religijne. Zakon otrzymał schronienie od cara Pawła I, który ostatecznie został ogłoszony przez niektórych rycerzy wielkim mistrzem. Zakon stopniowo przekształcił się w Sovereign Military Order of Malta, który istnieje do dziś, ma suwerenność, ale nie ma terytorium.
Większość Maltańczyków początkowo cieszyła się z usunięcia Zakonu i sympatyzowała z Francuzami, ale ta opinia zmieniła się po tym, jak Francuzi odmówili spłaty długów Zakonu, wprowadzili nowe podatki, odmówili wypłaty emerytur, wprowadzili przepisy ograniczające przywileje Kościoła katolickiego i zaczęli łupić kościoły. W ciągu trzech miesięcy Maltańczycy powstali przeciwko okupantom i, z pomocą brytyjską, neapolitańską i portugalską, przejęli kontrolę nad większością wysp. Francuski garnizon w Valletcie i Cottonerze przetrwał trwającą dwa lata blokadę, zanim w 1800 Vaubois poddał się Brytyjczykom, co uczyniło Maltę ich protektoratem i zainicjowało trwające 164 lata brytyjskie rządy.